# Ruthin
Ruthin (wal. Rhuthun) – miasto w Wielkiej Brytanii, w północnej Walii, położone nad rzeką Clwyd. Ośrodek administracyjny hrabstwa Denbighshire. Liczba mieszkańców w 2001 roku wynosiła 5218.
W zamku w Ruthin urodzila się Maria Teresa Oliwia Hochberg von Pless, księżna pszczyńska (Fürstin von Pless) i pani na zamku w Pszczynie (niem. Pless), na Górnym Śląsku, hrabina von Hochberg (Reichsgräfin von Hochberg), baronowa na Książu. Arystokratka angielska, filantropka, pacyfistka, autorka poczytnych pamiętników..
W 1947 miejsce śmierci Władysława Raczkiewicza, prezydenta RP na emigracji.